# Baptiste Alexis Victor Legrand

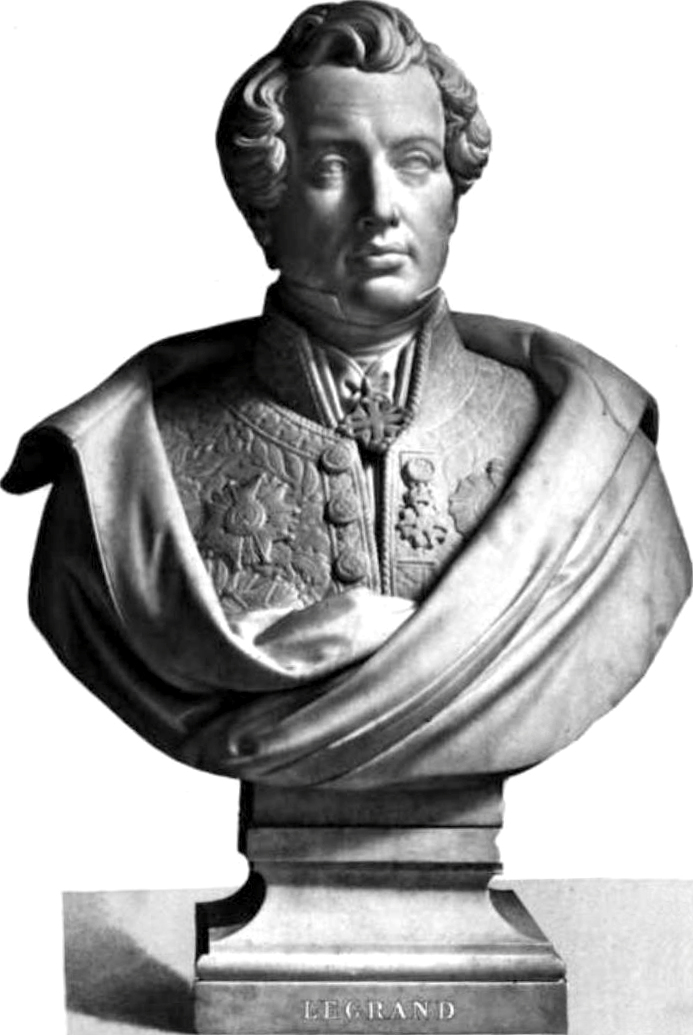
Alexis Victor Baptiste Legrand

Alexis Victor Baptiste Legrand (* 20. Januar 1791 in Paris; † 29. August 1848 in Saint-Martin-d’Uriage, Département Isère) war ein Ingenieur und französischer Politiker.
Er war Generaldirektor für das französische Brücken- und Straßenwesen und entwarf den seinerzeit als „Stern von Legrand“ bekannten Plan der sternförmig auf Paris zulaufenden Eisenbahnlinien.

## Leben
Alexis Legrand erhielt als brillanter Student um 1806 bedeutende Auszeichnungen. Er trat am 28. September 1809 in die École polytechnique ein und wechselte 1811 zur École Nationale des Ponts et Chaussées (Hochschule für Brücken- und Straßenbau).
Als Chefingenieur Erster Klasse war er 1830 in den Diensten der Generaldirektion für Hochbau, Tiefbau und Bergbau, wurde dort 1831 Staatsrat, ein Jahr später Generalinspektor. Im Jahre 1834 wurde er Generaldirektor für Brückenbau und Straßenwesen. Als die Abteilung 1837 durch das Ministerium für öffentliche Arbeiten abgelöst wurde, wurde Legrand dort stellvertretender Staatssekretär bis 1847.
Er nahm als Regierungskommissar Aufgaben in der Abgeordnetenkammer und im Senat wahr. Im Abgeordnetenhaus hatte Legrand Anteil an wesentlichen Entscheidungen über Straßen, Kanäle, Post und Eisenbahnen. Die Gesetze von 1833 und 1841 über Enteignungen für öffentliche Zwecke, und die von 1842 zur Errichtung der Eisenbahnstrecken in Frankreich gehen wesentlich auf ihn zurück. Er wurde 1842 in den Rang eines Großoffiziers der Ehrenlegion erhoben.
Während der Februarrevolution von 1848 war er Abteilungsleiter im Staatsrat, was er auf Anraten seiner Ärzte jedoch aufgab. Er starb im Alter von 57 Jahren an „Gehirnfieber“.
| Personendaten    | Personendaten                            |
| ---------------- | ---------------------------------------- |
| NAME             | Legrand, Baptiste Alexis Victor          |
| ALTERNATIVNAMEN  | Legrand, Alexis Victor Baptiste          |
| KURZBESCHREIBUNG | französischer Minister und Ingenieur     |
| GEBURTSDATUM     | 20. Januar 1791                          |
| GEBURTSORT       | Paris                                    |
| STERBEDATUM      | 29. August 1848                          |
| STERBEORT        | Saint-Martin-d’Uriage, Département Isère |